# الدرجات الدبلوماسية للسلك الدبلوماسي المصري
تمثل التنظيم والتدرج القيادي بين الدبلوماسيين العاملين بالسلك الدبلوماسي والقنصلي، وتعتمد على التنظيم الهرمي فالدرجة الأقل تمتثل لتعليمات الدرجة الأعلى، والدرجة الأعلى تصدر التعليمات للدرجات الأدنى منها.

## درجات السلك الدبلوماسي المصري

### الدبلوماسيون
- ملحق (ملحق دبلوماسي): أولى الدرجات الدبلوماسية التي يُعين عليها المنضمين حديثاً للسلك الدبلوماسي والقنصلي المصري بعد اجتيازهم للاختبارات الخاصة بذلك.
- سكرتير ثالث (نائب قنصل): يشترط للترقية لهذه الدرجة قضاء ثلاث سنوات في درجة ملحق.
- سكرتير ثان (قنصل مساعد): يشترط للترقية لهذه الدرجة قضاء ثلاث سنوات في درجة سكرتير ثالث.
- سكرتير أول (قنصل من الدرجة الثانية): يشترط للترقية لهذه الدرجة قضاء أربع سنوات في درجة سكرتير ثان.
- مستشار (قنصل من الدرجة الأولى): يشترط للترقية لهذه الدرجة قضاء أربع سنوات في درجة سكرتير أول واجتياز دورة تدريبية تعقدها وزارة الخارجية لهذا الغرض.
- وزير مفوض (قنصل عام): يشترط للترقية لهذه الدرجة قضاء مدة خمس سنوات على الأقل في درجة مستشار، وألا تقل مدة خدمته الكلية عن تسع عشرة سنة، منها عشر سنوات على الأقل خدمة فعلية في السلك ما بين الداخل والخارج.
- سفير فوق العادة مفوض: تكون الترقية إلى درجة سفير على أساس الاختيار، تبعاً لكفاية مستوى أداء وسلوك المرشح للترقية طوال حياته الوظيفية.
- سفير بدرجة ممتاز: تكون الترقية إلى درجة «سفير من الفئة الممتازة» بالاختيار على أساس التميز في الأداء في الوظيفة المرقى منها، ووفقاً للمعايير التي تحددها اللائحة التنفيذية للقانـون رقـم 45 لسـنة 1982 الخـاص بنظام السلك الدبلوماسي والقنصلي والمعدل بالقانون رقم 69 لسنة 2009.

### الإداريون
يعاون الدبلوماسيون في أداء مهامهم كادر إداري يطلق عليهم «الملحقون الإداريون» يشكلون الجناح الثان للعاملين في وزارة الخارجية وبعثاتها الدبلوماسية والقنصلية المنتشرة في أرجاء العالم. ويخضع الإداريون وظيفياً للدبلوماسيين، وفقاً للهيكل التنظيمي الهرمي الذي ينظم العمل بالمؤسسة ولا يعتبرون جزءً من السلك الدبلوماسي والقنصلي غير أنهم يتمتعون بجميع الحصانات والامتيازات الدبلوماسية شأنهم شأن أعضاء السلك الدبلوماسي والقنصلي خلال فترات إلحاقهم بالعمل بالبعثات الدبلوماسية والقنصلية المصرية بالخارج. 
يتدرج الملحقون الإداريون وفقاً لدرجات وظيفية تختلف عن تلك الخاصة بالدبلوماسيين وتتشابه من حيث المسميات إلى حد كبير مع الدرجات الوظيفية العادية الخاصة بالعاملين بالوظائف المدنية، طبقاً لقانون العاملين المدنيين بالدولة.